# Australian Open 1996
Die Australian Open 1996 fanden vom 15. bis 29. Januar 1996 in Melbourne statt. Es handelte sich um die 84. Auflage des Grand-Slam-Turniers in Australien.
Titelverteidiger im Einzel waren Andre Agassi bei den Herren sowie Mary Pierce bei den Damen. Im Herrendoppel waren dies Jared Palmer und Richey Reneberg, im Damendoppel Jana Novotná und Arantxa Sánchez Vicario und im Mixed Natallja Swerawa und Rick Leach.

## Herreneinzel

### Setzliste
| Nr. | Spieler            | Erreichte Runde |
| --- | ------------------ | --------------- |
| 01. | Pete Sampras       | 3. Runde        |
| 02. | Andre Agassi       | Halbfinale      |
| 03. | Thomas Muster      | Achtelfinale    |
| 04. | Boris Becker       | Sieg            |
| 05. | Michael Chang      | Finale          |
| 06. | Jewgeni Kafelnikow | Viertelfinale   |
| 07. | Thomas Enqvist     | Viertelfinale   |
| 08. | Jim Courier        | Viertelfinale   |

| Nr. | Spieler          | Erreichte Runde |
| --- | ---------------- | --------------- |
| 09. | Wayne Ferreira   | 2. Runde        |
| 10. | Goran Ivanišević | 3. Runde        |
| 11. | Richard Krajicek | 3. Runde        |
| 12. | Arnaud Boetsch   | 2. Runde        |
| 13. | Marc Rosset      | Rückzug         |
| 14. | Andrij Medwedjew | 2. Runde        |
| 15. | Todd Martin      | 3. Runde        |
| 16. | Paul Haarhuis    | 1. Runde        |

## Dameneinzel

### Setzliste
| Nr. | Spielerin               | Erreichte Runde |
| --- | ----------------------- | --------------- |
| 01. | Monica Seles            | Sieg            |
| 02. | Conchita Martínez       | Viertelfinale   |
| 03. | Arantxa Sánchez Vicario | Viertelfinale   |
| 04. | Mary Pierce             | 2. Runde        |
| 05. | Kimiko Date             | 2. Runde        |
| 06. | Gabriela Sabatini       | Achtelfinale    |
| 07. | Iva Majoli              | Viertelfinale   |
| 08. | Anke Huber              | Finale          |

| Nr. | Spielerin               | Erreichte Runde |
| --- | ----------------------- | --------------- |
| 09. | Mary Joe Fernández      | Achtelfinale    |
| 10. | Lindsay Davenport       | Achtelfinale    |
| 11. | Brenda Schultz-McCarthy | Achtelfinale    |
| 12. | Natallja Swerawa        | 1. Runde        |
| 13. | Chanda Rubin            | Halbfinale      |
| 14. | Amy Frazier             | 1. Runde        |
| 15. | Naoko Sawamatsu         | Achtelfinale    |
| 16. | Amanda Coetzer          | Halbfinale      |

## Herrendoppel

### Setzliste
| Nr. | Paarung                            | Erreichte Runde |
| --- | ---------------------------------- | --------------- |
| 01. | Todd Woodbridge Mark Woodforde     | 1. Runde        |
| 02. | Jacco Eltingh Paul Haarhuis        | Achtelfinale    |
| 03. | Mark Knowles Daniel Nestor         | Viertelfinale   |
| 04. | Patrick Galbraith Andrei Olchowski | Halbfinale      |
| 05. | Cyril Suk Daniel Vacek             | Achtelfinale    |
| 06. | Byron Black Grant Connell          | 2. Runde        |
| 07. | Tommy Ho Brett Steven              | Achtelfinale    |
| 08. | Patrick McEnroe Sandon Stolle      | 2. Runde        |

| Nr. | Paarung                           | Erreichte Runde |
| --- | --------------------------------- | --------------- |
| 09. | Rick Leach Scott Melville         | Viertelfinale   |
| 10. | Luis Lobo Javier Sánchez          | 2. Runde        |
| 11. |                                   | Rückzug         |
| 12. | Guy Forget Jakob Hlasek           | Halbfinale      |
| 13. | Wayne Ferreira Jewgeni Kafelnikow | Achtelfinale    |
| 14. | Jan Apell Jonas Björkman          | Achtelfinale    |
| 15. | Mark Keil Jeff Tarango            | Achtelfinale    |
| 16. | Mark Philippoussis Patrick Rafter | 2. Runde        |

## Damendoppel

### Setzliste
| Nr. | Paarung                               | Erreichte Runde |
| --- | ------------------------------------- | --------------- |
| 01. | Gigi Fernández Natallja Swerawa       | Viertelfinale   |
| 02. | Meredith McGrath Larisa Neiland       | Halbfinale      |
| 03. | Lindsay Davenport Mary Joe Fernández  | Finale          |
| 04. | Nicole Arendt Manon Bollegraf         | Halbfinale      |
| 05. | Lori McNeil Helena Suková             | 1. Runde        |
| 06. | Brenda Schultz-McCarthy Rennae Stubbs | 2. Runde        |
| 07. | Lisa Raymond Gabriela Sabatini        | Viertelfinale   |
| 08. | Chanda Rubin Arantxa Sánchez-Vicario  | Sieg            |

| Nr. | Paarung                             | Erreichte Runde |
| --- | ----------------------------------- | --------------- |
| 09. | Conchita Martínez Patricia Tarabini | Achtelfinale    |
| 10. | Jill Hetherington Kristine Radford  | 1. Runde        |
| 11. | Els Callens Julie Halard-Decugis    | Achtelfinale    |
| 12. | Martina Hingis Iva Majoli           | 1. Runde        |
| 13. | Amanda Coetzer Mariaan de Swardt    | Achtelfinale    |
| 14. | Kristie Boogert Nicole Bradtke      | Achtelfinale    |
| 15. | Irina Spîrlea Linda Wild            | Achtelfinale    |
| 16. | Silvia Farina Laura Golarsa         | 1. Runde        |

## Mixed

### Setzliste
| Nr. | Paarung                       | Erreichte Runde |
| --- | ----------------------------- | --------------- |
| 01. | Mark Woodforde Larisa Neiland | Sieg            |
| 02. | Cyril Suk Gigi Fernández      | Achtelfinale    |
| 03. |                               |                 |
| 04. | Mark Knowles Lisa Raymond     | Halbfinale      |

| Nr. | Paarung                                        | Erreichte Runde |
| --- | ---------------------------------------------- | --------------- |
| 05. | Rick Leach Rennae Stubbs                       | 1. Runde        |
| 06. | Emilio Sánchez Vicario Arantxa Sánchez Vicario | 1. Runde        |
| 07. | Alex O’Brien Mary Joe Fernández                | Achtelfinale    |
| 08. | Andrei Olchowski Kristie Boogert               | 1. Runde        |

## Junioreneinzel

### Setzliste
| Nr. | Spieler           | Erreichte Runde |
| --- | ----------------- | --------------- |
| 01. | Alberto Martín    | Achtelfinale    |
| 02. | Martin Lee        | 1. Runde        |
| 03. | Daniele Bracciali | Achtelfinale    |
| 04. | Clemens Trimmel   | 1. Runde        |
| 05. | Daniel Elsner     | Halbfinale      |
| 06. | Kim Dong-hyun     | Achtelfinale    |
| 07. | Björn Rehnquist   | Sieg            |
| 08. | Jiří Vaněk        | Viertelfinale   |

| Nr. | Spieler               | Erreichte Runde |
| --- | --------------------- | --------------- |
| 09. | Jocelyn Robichaud     | 1. Runde        |
| 10. | Sebastien Swierk      | Achtelfinale    |
| 11. | Jan-Ralph Brandt      | Achtelfinale    |
| 12. | James Trotman         | 2. Runde        |
| 13. | Michael Craig Russell | Achtelfinale    |
| 14. | Miklós Jancsó         | 1. Runde        |
| 15. | Alex Kim              | 2. Runde        |
| 16. | Ingo Neumüller        | 1. Runde        |

## Juniorinneneinzel

### Setzliste
| Nr. | Spielerin                 | Erreichte Runde |
| --- | ------------------------- | --------------- |
| 01. | Magdalena Grzybowska      | Sieg            |
| 02. | Annabel Ellwood           | Halbfinale      |
| 03. | Sandra Kleinová           | Viertelfinale   |
| 04. | Patty Schnyder            | 1. Runde        |
| 05. | Barbara Schwartz          | Achtelfinale    |
| 06. | Jitka Schönfeldová        | Viertelfinale   |
| 07. | Siobhan Drake-Brockman    | Viertelfinale   |
| 08. | Wolha Barabanschtschykawa | Achtelfinale    |

| Nr. | Spielerin          | Erreichte Runde |
| --- | ------------------ | --------------- |
| 09. | Ludmila Varmužová  | Achtelfinale    |
| 10. | Lilia Osterloh     | Achtelfinale    |
| 11. | Alice Canepa       | 1. Runde        |
| 12. | Mirjana Lučić      | Halbfinale      |
| 13. | Samantha Reeves    | Achtelfinale    |
| 14. | Brie Rippner       | Achtelfinale    |
| 15. | Michaela Paštiková | 1. Runde        |
| 16. | Amelie Castera     | Achtelfinale    |

## Juniorendoppel

### Setzliste
| Nr. | Paarung                             | Erreichte Runde |
| --- | ----------------------------------- | --------------- |
| 01. | Daniele Bracciali Jocelyn Robichaud | Sieg            |
| 02. | Martin Lee James Trotman            | Finale          |
| 03. | Mike Bryan Bob Bryan                | 1. Runde        |
| 04. | Mattias Hellstrom Björn Rehnquist   | Halbfinale      |

| Nr. | Paarung                            | Erreichte Runde |
| --- | ---------------------------------- | --------------- |
| 05. | Jaymon Crabb Matthew Porter        | 1. Runde        |
| 06. | Andrea Capodimonte Dario Sciortino | Viertelfinale   |
| 07. | Dejan Petrović Josh Tuckfield      | Viertelfinale   |
| 08. | Zoltan Boroczky Federico Luzzi     | 1. Runde        |

## Juniorinnendoppel

### Setzliste
| Nr. | Paarung                                 | Erreichte Runde |
| --- | --------------------------------------- | --------------- |
| 01. | Michaela Paštiková Jitka Schönfeldová   | Sieg            |
| 02. | Wolha Barabanschtschykawa Mirjana Lučić | Finale          |
| 03. | Brie Rippner Mary Carlisle White        | Viertelfinale   |
| 04. | Sandra Kleinová Ludmila Varmužová       | Halbfinale      |

| Nr. | Paarung                              | Erreichte Runde |
| --- | ------------------------------------ | --------------- |
| 05. | Cho Yoon-jeong Won Kyung-joo         | Viertelfinale   |
| 06. | Alice Canepa Antonella Serra Zanetti | Achtelfinale    |
| 07. | Amelie Castera Tina Plivelitsch      | Viertelfinale   |
| 08. | Renee Reid Cindy Watson              | Halbfinale      |